# Phrudocentra affinis
Phrudocentra affinis är en fjärilsart som beskrevs av W. Warren 1906. Phrudocentra affinis ingår i släktet Phrudocentra och familjen mätare. Inga underarter finns listade i Catalogue of Life.